# Joop Atsma
Johannes Jan "Joop" Atsma (Surhuisterveen, 6 de juliol de 1956) és un polític neerlandès del partit Crida Demòcrata Cristiana (CDA). Des del 9 de juny del 2015 és membre del Senat.
Atsma va ser el secretari d'Estat d'Infraestructures i Medi Ambient en el primer gabinet Rutte, des del 14 d'octubre de 2010 al 5 de novembre de 2012. Anteriorment va ser membre de la Cambra de Representants del 19 de maig de 1998 fins al 14 d'octubre de 2010.

## Biografia
Joop Atsma és el fill del productor de llet Pieter Atsma i Tjitske van der Meer. Després de l'educació secundària, va començar a estudiar la història de la Universitat de Groningen, però no va completar els seus estudis. El 1978 va començar la seva carrera com a periodista treballant per a la Nederlandse Omroep Stichting, a Friesch Dagblad, News/North i Omrop Fryslân.
A partir de 1989 va treballar en el KNWU Straatsma, primer com a president d'una secció de ciclisme aficionat i més tard com a president de l'entitat. Atsma va ser cap de l'equip de ciclisme els Jocs Olímpics de Seül (1988), de Barcelona (1992), d'Atlanta (1996) i de Sydney (2000). El 2009 Joop Atsma va ser nomenat president del Comitè de Carretera de la Unió Ciclista Internacional. Aquesta comissió és la responsable de la regulació esportiva, l'admissió dels equips, el calendari dels partits i dels criteris de qualificació per als Campionats del Món i dels Jocs Olímpics. Durant la reunió de la Unió Ciclista Internacional a Lugano el 2009 Atsma va ser reelegit com a membre de la junta de la Unió. De 1994 a 2006 va ser president de la Unió Ciclista Reial Neerlandesa.
Atsma va començar la seva carrera política com a membre dels Estats Provincials de Frísia. El 1998, Atsma va ser escollit al Parlament i va jurar el seu càrrec en frisó. A la cambra va involucrar en temes com l'esport, agricultura, alimentació, mitjans de comunicació i la mineria. També va ser president de la comissió permanent d'Agricultura, Natura i Qualitat dels Aliments i vicepresident de la comissió permanent de la Salut, Benestar i Esports. El 14 d'octubre de 2010 Atsma va ser nomenat secretari d'Estat d'Infraestructures i Medi Ambient en el govern Rutte.